# زیردریایی یو-۳۶۲
زیردریایی یو-۳۶۲ (به انگلیسی: German submarine U-362) این زیردریایی که طول آن ۶۷٫۱ متر (۲۲۰ فوت ۲ اینچ) می‌باشد. این زیردریایی در سال ۱۹۴۲ ساخته شده‌بود.
با شروع از کیل از ۶ فوریه ۱۹۴۴، U-362 ابتدا به سوی شمال نروژ؛ جایی که در دریای نروژ در گشت‌های گوناگونی، بدون غرق کردن هیچ‌یک از کشتی‌ها چند مأموریت انجام داد.
قایق قایقرانی در ۲ آگوست ۱۹۴۴، در گشت پنجم و نهایی خود از هامرفست با پیمودن دریای بارنتز واقع در شمال روسیه به سمت شرق حرکت کرد. در تاریخ ۵ سپتامبر ۱۹۴۴ در دریای کارا، توسط خرج‌های عمقی که توسط مین‌روب T-116 شوروی در ۷۵ ° 51'N ۸۹ ° ۲۷ 'حوالی ۷۵ ° 51'N ۸۹ ° 27'E غرق شد. تمام ۵۱ خدمهٔ آن از دست رفتند.